# Eqwesj
De Eqwesj of Akawasha worden in Egyptische bronnen genoemd als een van de Zeevolken die de Nijldelta en Noordelijk Egypte binnendrongen rond 1220 v.Chr. De waarschijnlijkste uitleg is dat zij uit Achaiërs waren, dat wil zeggen afkomstig uit Myceens Griekenland. Zij kwamen met hun hele gezin en al hun hebben en houden toe.
In het vijfde jaar van zijn regering sloeg Merenptah een invasie terug van Libiërs in alliantie met "Vreemden/volken van de Zee", namelijk Eqwesj, Teresj, Lukku, Sherden en Sjekelesj.